# 田纳西大学健康科学中心
田纳西大学健康科学中心（英语：University of Tennessee Health Science Center，简称：UTHSC），是一所位于田纳西州孟菲斯的公立医学院。自1911年建校以来，该校已经成功为社会培养了超过57,000名合格的医务工作者。2010年，《美国新闻与世界报道》将其列入“全美最好的药剂学院”榜单，排名第17位。

## 简介
田纳西大学健康科学中心现有6所下属学院：药剂学院、牙医学院、护理学院、卫生学院、卫生学院研究生院以及眼科学院。
田纳西大学健康科学中心在历史上奉行种族主义政策，直到1964年才有第一名黑人学生，敖文·克奥福特（Alvin Crawford）从该校毕业。

## 知名校友
- 里娅·塞顿，美国女性宇航员[3]

## 相关学校
- 田纳西大学（University of Tennessee）
- 田纳西大学查塔努加分校（University of Tennessee at Chattanooga）